# دانيال إدوارد توماس
دانيال إدوارد توماس (بالإنجليزية: Daniel Edward Thomas)‏ هو كاهن كاثوليكي أمريكي، ولد في 11 يونيو 1959 في Manayunk, Philadelphia ‏ في الولايات المتحدة.